# Marian Dale Scott
Marian Dale Scott, née le 26 juin 1906 et morte le 28 novembre 1993 à Montréal, est une artiste peintre, muraliste, dessinatrice et graphiste canadienne.

## Biographie
Marian Mildred Dale naît à le 26 juin 1906 à Montréal. Très jeune, elle démontre ses talents de peintre. Ses premières œuvres sont exposées en 1918 à l'exposition du Printemps de l'Art de Montréal alors qu'elle n'a que 12 ans. Les œuvres de ses débuts sont aujourd'hui méconnues, sachant qu'elles sont en partie conservées par sa famille en Grande-Bretagne. Plus tard, elle étudie à la Art Association of Montreal puis à l'École des beaux-arts de Montréal. Toutefois, elle subit, en compagnie de Jori Smith, de Louis Muhlstock et de Jean Palardy, le style trop académique de l'enseignement de ses deux directeurs, d'abord Emmanuel Fougerat puis Charles Maillard, qui lui succède.
Sous les conseils d'Edmond Dyonnet, elle souhaite aller étudier à Paris. Néanmoins, ses parents préfèrent l'envoyer à Londres, sachant qu'elle a une tante qui habite dans cette ville. En 1926, après y avoir envoyé ses dessins, elle est acceptée en deuxième année à la Slade School of Fine Art, où elle envisage de rester deux années. Cependant, elle ne se rend pas au terme de cet enseignement et retourne à Montréal en 1927 pour y rejoindre son fiancé, le professeur de droit, poète et homme politique F. R. Scott. Par ailleurs, une autre raison de son retour au Canada est qu'elle jugeait les cours de la Slade School aussi inintéressants que ceux des Beaux-arts de Montréal, parce qu'ils étaient trop académiques selon elle. Elle épouse F. R. Scott. Le couple a un enfant : l'auteur, poète, professeur émérite de Littérature anglaise à l'université de Berkeley et ancien diplomate Peter Dale Scott,.
Dans les années 1930, Marian Dale Scott est une artiste emblématique de la modernité de Montréal. Liée aux milieux intellectuels anglo-montréalais, cette amie de John Lyman cofonde l'influente mais éphémère Société d'art contemporain de Montréal (1939-48). Accompagnée de Fritz Brandtner et de Norman Bethune, elle participe également aux activités du Children's Creative and Art Centre. Bien qu'étant présente dans le milieu artistique canadien, elle expose essentiellement à Montréal. Au cours de sa carrière, elle participe à de nombreuses expositions nationales et internationales. En 1973, elle est élue à l'Académie royale des arts du Canada, et n'arrête la peinture que quelques mois avant sa mort. Marian Dale Scott meurt le 28 novembre 1993 à Montréal à l'âge de 87 ans.
Enfin, il doit être relevé que le style de Marian Dale Scott a évolué au fil du temps. Au début de sa carrière, elle peint essentiellement des paysages naturels, puis des scènes urbaines, ce qui illustre ses préoccupations sociales. Dans les années 1940, elle se tourne vers l'abstrait, puisant son inspiration dans la littérature scientifique. Au fil du temps, Marian Dale Scott est tour à tour artiste peintre, muraliste, dessinatrice et graphiste, et sa carrière s'étend sur près de 70 ans.

## Honneur
- 1967 : Prix d'achat du Thomas More Institute
- 1969 : Prix d'achat Baxter de l'Ontario Society of Artists
- 1973 : Membre élue à l'Académie royale des arts du Canada.

## Œuvres

### Peintures
- Crocus, 1938-1939, huile sur toile, 71,7 x 51,4 cm, Musée national des beaux-arts du Québec, Québec[6].
- Bud, vers 1939, huile sur toile, 71.8 x 50.8 cm, Art Gallery of Hamilton[7]
- Escalier de secours, 1939, huile sur toile, 76,5 x 51,4 cm, Musée national des beaux-arts du Québec, Québec[8].
- Parc, 1939-1940, huile sur toile, 51 x 61 cm, Musée national des beaux-arts du Québec, Québec[9].
- Fossiles, 1946, huile sur panneau de fibres, 50.6 x 60.9 cm, Musée des beaux-arts du Canada, Ottawa[10].
- Groupe nº 10, 1952, huile sur panneau de fibre de bois, 61 x 56 cm, Musée national des beaux-arts du Québec, Québec[11].
- Iconique, 1955, huile sur panneau de fibre de bois, 45,8 x 41 cm, Musée national des beaux-arts du Québec, Québec[12].
- Artefact, 1970, acrylique sur toile, 152.4 x 152.4 cm, Musée des beaux-arts du Canada, Ottawa[13].

### Dessins
- Le Parc, vers 1936-1940, aquarelle sur mine de plomb sur papier vélin, 35.6 x 43 cm, Musée des beaux-arts du Canada, Ottawa[14].
- This Is Our Strength, Electric Power, vers 1940-1945, lithographie offset sur papier vélin, 91 x 61 cm, Musée des beaux-arts du Canada, Ottawa[15].

## Exposition rétrospective itinérante
- 2000 : Marian Dale Scott, 1906-1993: pionnière de l’art moderne, Musée du Québec[16].
- 2000 : Marian Dale Scott, 1906-1993: pionnière de l’art moderne, Galerie de l'UQAM[17].
- 2000 : Marian Dale Scott, 1906-1993: Pioneer of Modern Art, Art Gallery of Hamilton
- 2001 : Marian Dale Scott, 1906-1993: Pioneer of Modern Art, Art Gallery of Alberta
- 2001 : Marian Dale Scott, 1906-1993: Pioneer of Modern Art, Art Gallery of Windsor
- 2002 : Marian Dale Scott, 1906-1993: Pioneer of Modern Art, The Robert McLaughlin Gallery
- 2003 : Marian Dale Scott, 1906-1993: Pioneer of Modern Art, Winnipeg Art Gallery

## Musées et collections publiques
- Art Gallery of Hamilton[18]
- Musée des beaux-arts du Canada[19]
- Musée national des beaux-arts du Québec[20]
- Musée des beaux-arts de l'Ontario[21]
- Collection d'arts visuels de l'Université McGill[22]